# Luis Fernando López
Luis Fernando López (ur. 3 czerwca 1979 w Pasto) – kolumbijski lekkoatleta specjalizujący się w chodzie sportowym.
Startuje w chodzie na 20 kilometrów. W 2003 był czwarty podczas igrzysk panamerykańskich, a rok później zajął 24. miejsce na igrzyskach olimpijskich w Atenach. W 2005 był dwunasty na mistrzostwach świata oraz zdobył brązowy medal mistrzostw Ameryki Południowej w chodzie na 20 000 metrów. W 2006 został wicemistrzem Ameryki Południowej. W drugim w karierze występie na mistrzostwach świata (2007) był dwudziesty drugi, a następnie zajmował dziewiąte miejsce na igrzyskach olimpijskich (2008), zdobył dwa złote medale mistrzostw Ameryki Południowej (2008 – chód na 20 km i 2009 – chód na 20 000 m) i czwarte podczas kolejnych mistrzostw globu. Największy sukces w dotychczasowej karierze osiągnął w 2011 zdobywając w południowokoreańskim Daegu złoty medal mistrzostw świata. Brązowy medalista igrzysk panamerykańskich (2011). Stawał na podium mistrzostw Kolumbii oraz reprezentował swój kraj w pucharze świata w chodzie sportowym.
Rekord życiowy: 1:20:03 (15 sierpnia 2009, Berlin) – wynik ten do 2013 roku był rekordem Kolumbii.